# Ратибор (Польща)
Ратибо́р (пол. Racibórz вимовляється [raˈt͡ɕibuʂ] ( прослухати), нім. Ratibor, чеськ. Ratiboř, сіл. Racibōrz) — місто в південно-західній Польщі, повітовий центр Сілезького воєводства.

## Історія
Укріплення Ратибора існувало в XI ст. захищаючи торговий шлях через переправу на річці Одра, що вів через Моравські ворота до Польщі. З 1172 року столиця Сілезького герцогства. 1173 року поміж братами Болеславом I Високим та Мешком I Кривоногим стався конфлікт, після якого Сілезьке князівство було розділене, де Мешко I став володарем Ратиборського князівства. У 1201 році, після смерті Болеслава I, утворилося Ратиборсько-опольське князівство. У 1299 році місто отримало магдебурзьке право. У 1336 році панування династії П'ястів закінчилося і було утворене Ратиборсько-опавське князівство під володарством Перемишлянського роду, а в 1437 році  Ратиборсько-крновське князівство, а в 1511 і до 1521 існувало Ратиборсько-опольське князівство. У 1521 році помер Валентин Горбатий не залишивши по собі спадкоємця. Князівство Рацибож знову повернулося до П'ястів — володарем Ратибора став Опольський герцог Іван II, який приєднав місто до свого князівства. У 1551 році влада перейшла до Габсбурських володарів після чого Ратибож став одним з міст Сілезького герцогства. У XVIII ст.  після пруссько-австрійської війни Сілезія була включена до складу королівства Пруссія.
У 1846 році була побудована залізнична лінія, яка через два роки з'єднала Берлін з Віднем. Широкого розвитку набула металургія. Того року населення міста сягнуло 39 тис. осіб. У другій половині XIX ст. відроджувався важливий польський культурний центр, в тому числі польське верхньосілезьке товариство (1886-1939) та Польський дім «Strzecha». У 1889 році почали виходити друком польські журнали, в тому числі і Ратиборські новини (1889-1921).
У лютому 1919 р. на Паризькій конференції Чехословаччина зробила територіальну претензію на Ратибож. У 1920 році вона отримала південну частину повіту, так звана Хулчинський край. У 1921 року, відбувся референдум, на якому визначалася подальша доля міста.  9,13% проголосували за входження до складу Польщі, тоді як 25,366 (87,98%) виборців висловилися за те щоб залишитися у складі Німеччини, у тому числі майже 24% так званих емігрантів. Польща застосувала право голосу емігрантів. Врешті, кордон між Польщею та Німеччиною був визначений на кілька кілометрів на схід від міста, де Ратибор опинися на території Польщі. 
5 березня 1933 року на виборах до рейхстагу НСДАП у місті отримали понад 47% голосів. Проте традиційний католицький характер міста відбився на високих результатах, отриманих Центральною Партією (33%). У тому ж році кількість мешканців Ратибора досягла свого довоєнного рекорду — 51 680 осіб. 
Під час німецької окупації в роки Другої світової війни на території Ратибора функціонувала в'язниця та три трудових табори. Із військовополонених було створено вісім робочих груп в яких працювали французи, англійці, італійці та росіяни. 
31 березня 1945 Ратибор був захоплений радянською армією. Місто було поруйноване приблизно 80%, як в результаті боїв, так і підпалів радянських солдатів. Німці були депортовані на Західну Німеччину. Цегла із багатьох згорілих і зруйнованих історичних будинків перевозилася до Варшави для реконструкції. На місці руїн були побудовані соціалістичні блоки. Незважаючи на це, збереглися багато історичних будівель.
У першій декаді після війни місто було відновлено, а потім розширено. Були відбудовані старі промислові заводи а також побудовані нові фабрики і заводи. У 1975 році сусідні села Марковице, Судол, Мідонія та Бжезі були об'єднані з містом.
8 липня 1997 року місто постраждало від масштабної повені, яка затопила бл. 60% міста. Вода досягла рівня 1046 см, а втрати мешканців та підприємців були величезними. Після адміністративної реформи 1998 року Ратибор опинився у складі Сілезького воєводства ставши повітовим центром.
21 червня 2001 р. місто стало першим в Польщі та Європі, яке отримало сертифікат ISO 14001, впровадивши таким чином систему управління навколишнім середовищем у гмінах.

## Демографія
Демографічна структура станом на 31 березня 2011 року:
|          | Загалом | Допрацездатний вік | Працездатний вік | Постпрацездатний вік |
| -------- | ------- | ------------------ | ---------------- | -------------------- |
| Чоловіки | 26825   | 4738               | 19203            | 2884                 |
| Жінки    | 29464   | 4553               | 18387            | 6524                 |
| Разом    | 56289   | 9291               | 37590            | 9408                 |

## Відомі люди

### Народились
- Евфемія Адлерсфельд (1854—1941) — німецька письменниця.
- Ришард Вольний (1969) — польський борець греко-римського стилю, бронзовий призер чемпіонату світу, чемпіон Європи, чемпіон Олімпійських ігор.

### Померли
- 2 серпня 1919 в околицях Ратибора загинули в авіаційній катастрофі державний секретар військових справ ЗУНР полк. Дмитро Вітовський і його ад'ютант четар Юліан Чучман.
- Помер (1657) Перемиський єпископ РКЦ Петро Гембицький.